# Didemnum stragulum
Didemnum stragulum är en sjöpungsart som beskrevs av Kott 200. Didemnum stragulum ingår i släktet Didemnum och familjen Didemnidae. Inga underarter finns listade i Catalogue of Life.